# Bassus gracilis
Bassus gracilis är en stekelart som beskrevs av Michael J. Sharkey 1996. Bassus gracilis ingår i släktet Bassus och familjen bracksteklar. Inga underarter finns listade.